# Карл Фредрік Ваерн
Карл Фредрік Ваерн (швед. Carl Fredrik Waern; 15 січня 1819, Гетеборг — 31 жовтня 1899, Бенгтсфорс) — шведський політичний і державний діяч, промисловець, письменник. Член Шведської королівської академії наук (з 1863), почесний член Королівського товариства наук і літератури в Гетеборзі (з 1877). Також обіймав посаду міністра фінансів Швеції у 1870—1874 роках.

## Біографія
Освіту здобув у Фрайберзькій гірничій академії (1836—1838) і Гірській школі в Фалуне (1839). З 1840 року працював в компанії свого батька С. Fr. Wærn в Гетеборзі. Був одним з найбільших гетеборзькому експортерів заліза і деревини в другій половині 1800-х років і співвласником одного з головних торгових домів Швеції.
Брав активну участь у громадському житті. У 1863—1870 роках — президент міської ради Гетеборга.
З 1867 року до смерті був депутатом верхньої палати парламенту Швеції.
Як член станового Риксдагу виступав за розширення залізничної мережі, за емансипацію євреїв і був одним з головних прихильників конституційної реформи 1866 року.
Пізніше, входячи до складу верхньої палати перетвореного риксдагу, був представником ідей помірного лібералізму і вільної торгівлі.
У 1870—1874 роках був міністром фінансів Швеції. Ввів золоту валюту. При ньому був прийнятий новий закон про банківську діяльність.
У 1880 році був одним із засновників шведського історичного союзу. Член Королівського товариства скандинавської історії (з 1873), Королівської академії словесності, історії та старожитностей (з 1876), Королівської академії сільського господарства (з 1886).

## Літературні праці
Із його творів найголовніші:
- «Böt det hvilande representationsförslaget antagas eller ej»? (Стокгольм, 1850);
- «Om tiondetackjärnets och kammarskattens samt bruks- och bergslagsprivilegiernas upphörande» (1854);
- «1786 års riksdag. Historisk studie» (1868);
- «Om Norrbottens läns skogsförhållanden» (1874);
- «Minnesanteckning öfver Augustin Ehrensvärd» (1876);
- «Om bergverksregalet och inmutningsrätten» (1880)[8];
- «Om handelsbalans, Kurs och utländs skultsätniug» (1887)
- «Mellanrikslagen och dess verkningar» (1895).

## Нагороди
- Кавалер I класу Ордена Вази (1863)

- Командор Великого хреста Ордена Полярної зірки (1873)[9]

- почесний доктор Уппсальского університету (1877).